# Plaza de toros de Navalmoral de la Mata
La plaza de toros de Navalmoral de la Mata también denominado como edificio multiusos María Victoria Villalba es un inmueble del municipio de Navalmoral de la Mata (Cáceres), donde se celebran festejos taurinos y otros tipos de espectáculos.
La plaza de toros está catalogada como plaza de tercera categoría. Cuenta con un ruedo de 40 metros de diámetro, una cubierta permanente y actualmente cuenta con 3.000 localidades.
El coso, situado en la Avenida de las Angustias fue inaugurado en 27 de septiembre de 2008, estando acartelado los rejoneadores Antonio Domecq, Andy Cartagena y Leonardo Hernández con reses de Antonio y Miguel.

## Historia

### Antecedentes
Desde el Siglo XVIII ya se vienen celebrando festejos taurinos en la localidad, a modos de capeas. En el Siglo XIX los festejos se celebraban en la plaza mayor del municipio, conocida como Plaza Vieja.
Tras la guerra civil los festejos pasan a celebrarse en una plaza portátil situada en un descampado y en 1985 el Club Taurino Moralo optar por llevar a cabo la gestión de los festejos taurinos, protagonizando carteles atractivos por la feria de San Miguel, contando con las figuras del momento como eran Juan Mora, El Niño de la Capea, Tomás Campuzano entre otros, esos festejos tuvieron lugar el la plaza portátil situada en la zona de San Isidro.

### Construcción
En 2005 se comenzó a realizar el proyecto de la construcción del coso multiuso con capacidad para 3.000 personas, al año siguiente en otoño de 2006 comenzó su construcción finalizando esta en 2008.

### Inauguración
El 31 de mayo de 2008 tuvo lugar un acto inaugural en la que estuvieron presentes el arquitecto local José Manuel Cerezo y diferentes miembros de la corporación municipal, los cuales le dedicaron este edificio multiuso a la difunta teniente alcalde María Victoria Villalba.
Su inauguración con festejos taurinos ocurrió el 27 de septiembre del mismo año con motivo de la feria de San Miguel en el que se lidio una corrida de rejones compuesta por Antonio Domecq, Andy Cartagena y Leonardo Hernández lidiando un encierro de la ganadería de Antonio y Miguel, en la cual salieron los tres rejoneador por la puerta grande tras cortar 9 orejas y dos rabos.

### Propietarios
La construcción de la plaza de toros fue impulsada por el ayuntamiento de Navalmoral de la Mata, al cuál pertenece el inmueble, aunque en la organización de festejos se realiza a través de empresas privadas.

## Características
La plaza de toros cuenta con un estilo moderno, actualmente tiene un aforo de aproximadamente 3.000 localidades, constando también una cubierta fija, un ruedo de 40 metro de diámetro, capilla, un corral, chiqueros, enfermería, patio de caballos...

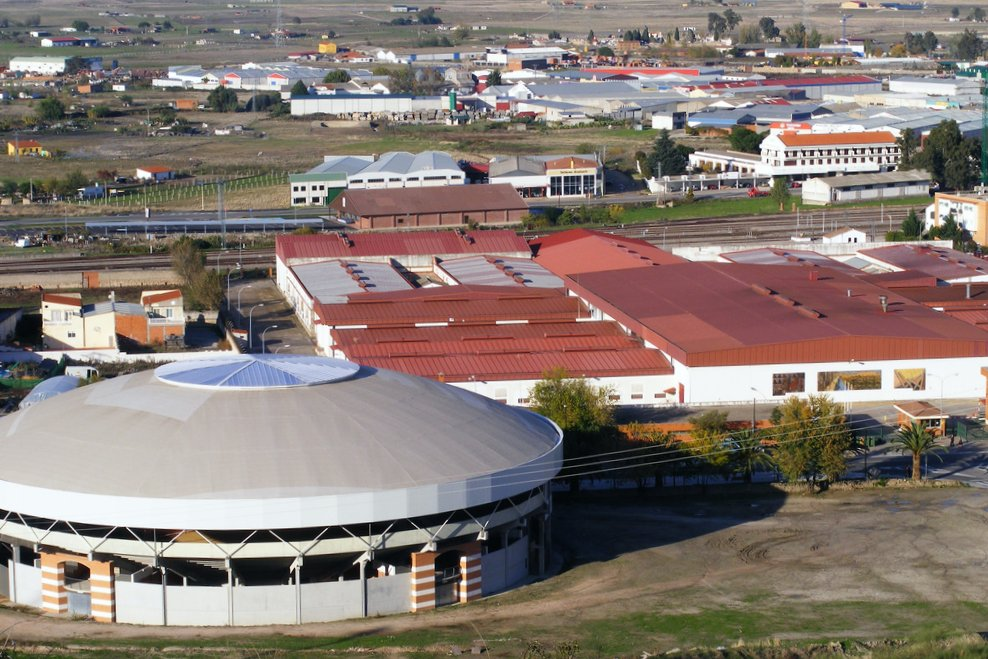

## Estadísticas

#### Toreros qué han tomado la alternativa en la plaza de toros de Navalmoral de la Mata
| Nombre       | Fecha                 | Toro                      | Padrinos                                 | Ref.                                                           |
| ------------ | --------------------- | ------------------------- | ---------------------------------------- | -------------------------------------------------------------- |
| Julio Parejo | 31 de octubre de 2009 | "Ruidor" de Ascensao Vaz  | Ortega Cano y Antonio Ferrera            | [ 14 ] [ 15 ] [ 16 ] [ 17 ]                                    |
| Rafael Cerro | 13 de abril de 2014   | "Fogonazos" de Alcurrucén | Sebastián Castella y Miguel Ángel Perera | [ 18 ] [ 19 ] [ 20 ] [ 21 ] [ 22 ] [ 23 ] [ 24 ] [ 25 ] [ 26 ] |

## Hitos
El 7 de mayo de 2016 el matador de toros de Navalmoral de la Mata Rafael Cerro, se encerró en solitario con 6 toros de las ganaderías de Alcurrucén, Victorino Martín, Fernando Peña y El Ventorrillo, cortando un total de siete orejas.

## Festejos taurinos
Los festejos taurinos se celebran principalmente con motivo de la festividad de San Miguel, a finales de septiembre, bien es cierto que multitud de veces se han celebrado durante otras fechas.
Entre los festejos taurinos aparte de celebrarse corridas de toros también se realizan otros tipos de eventos taurinos como pueden ser corrida de rejones, novilladas, tentaderos concurso de recortes....
Aparte de los festejos taurinos en el coso multiuso también alberga otros tipos de eventos deportivos o conciertos entre otros.